# 布尔达拉
布尔达拉（法語：Bourdalat，法語發音：[buʁdala]）是法国朗德省的一个市镇，属于蒙德马桑区。

## 地理
布尔达拉（43°50'22"N, 0°12'35"W）面积14.15 平方千米，位于法国新阿基坦大区朗德省，该省份为法国西南部沿海省份，是法國本土面积第二大的省，北起吉倫特省，西临大西洋，南至大西洋比利牛斯省，东临热尔省，东北与洛特-加龍省接壤。
与布尔达拉接壤的市镇（或旧市镇、城区）包括：勒乌加、蒙吉耶姆、图茹斯、翁唐克斯、佩尔基。

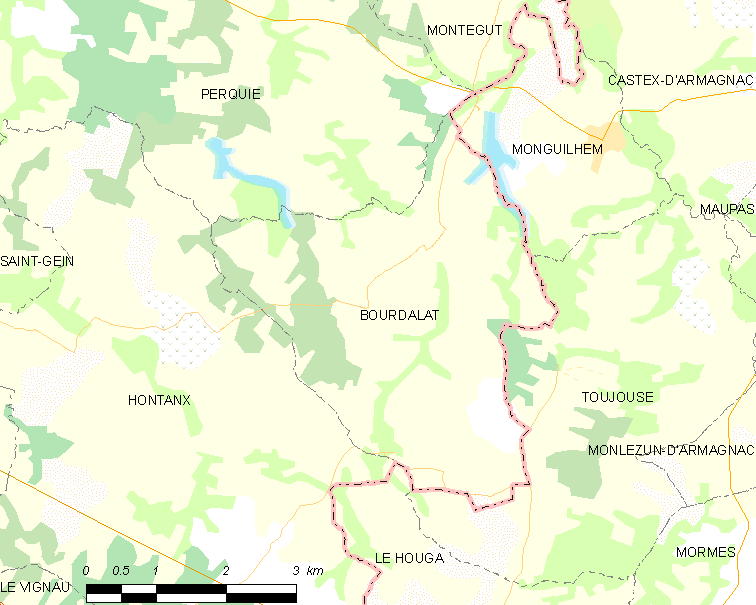
布尔达拉的OSM定位图

布尔达拉的时区为UTC+01:00、UTC+02:00（夏令时）。

## 行政
布尔达拉的邮政编码为40190，INSEE市镇编码为40052。

## 政治
布尔达拉所属的省级选区为阿杜尔-阿马尼亚克县。

## 人口

1962-2008年间布尔达拉人口变化图示

布尔达拉于2022年1月1日时的人口数量为205人。